# Cloniophorus coloratus
Cloniophorus coloratus là một loài bọ cánh cứng trong họ Cerambycidae.